# محمد حجوي
مُحمّد حجوي (مواليد 1945 -) هو سيّاسي وأكاديمي مغربي، وهو أمين عام الحُكومة المغربيّة، عُيِّنَ في 7 أبريل 2017 من طرف الملك محمد السادس.

## المناصب
شغل المناصب التالية:
- من عام 1977 إلى عام 1993: أستاذ القانون العام والعلوم الإدارية في العديد من المؤسسات والمعاهد الجامعية.
- في عام 1993: قام الملك الحسن الثاني بتعيينه مديرا للوظيفة العمومية.
- في يناير 1998: كاتب عام بالنيابة لوزارة الوظيفة العمومية والإصلاح الإداري.
- في يونيو 1999: الكتابة العامة للوزارة الأولى بمصالح الوزير الأول.
- في أكتوبر 2000: عينه الملك محمد السادس في منصب الكاتب العام بمصالح الوزير الأول.[4]
- في 7 أبريل 2017: عينه جلالة الملك محمد السادس له أمينا عاما للحكومة.

## وصلات خارجيّة
- موقع المملكة المغربية الرسمي
- موقع يُعرف بأفراد الحكومة المغربية الحالية